# Somalarthrocera savanicola
Somalarthrocera savanicola es una especie de coleóptero de la familia Meloidae.

## Distribución geográfica
Habita en Kenia.